# Canephora maroana
Canephora maroana är en måreväxtart som beskrevs av A.Dc.. Canephora maroana ingår i släktet Canephora och familjen måreväxter. Inga underarter finns listade i Catalogue of Life.